# Овисо, Чарльз
Чарльз Овисо (англ. Charles Owiso; род. 19 ноября 1958) — кенийский боксёр, представитель лёгкой и первой полусредней весовых категорий. Выступал за национальную сборную Кении по боксу в первой половине 1980-х годов, серебряный призёр Игр Содружества, участник летних Олимпийских игр в Лос-Анджелесе. В 1984—2002 годах боксировал также на профессиональном уровне.

## Биография
Чарльз Овисо родился 19 ноября 1958 года.

### Любительская карьера
Первого серьёзного успеха в боксе на взрослом международном уровне добился в сезоне 1982 года, когда вошёл в основной состав кенийской национальной сборной и побывал на Играх Содружества в Брисбене, откуда привёз награду серебряного достоинства — в решающем финальном поединке первой полусредней весовой категории по очкам уступил нигерийцу Кристоферу Оссаи.
В 1984 году в первом полусреднем весе стал серебряным призёром на Кубке короля в Бангкоке, проиграв в финале американцу Родерику Муру. Благодаря череде удачных выступлений удостоился права защищать честь страны на летних Олимпийских играх в Лос-Анджелесе — уже в стартовом поединке категории до 63,5 кг раздельным решением судей потерпел поражение от тайца Дхои Ампонмаха и сразу же выбыл из борьбы за медали.

### Профессиональная карьера
Вскоре по окончании лос-анджелесской Олимпиады Овисо покинул расположение кенийской сборной и в октябре 1984 года успешно дебютировал на профессиональном уровне. Тем не менее, после своего дебютного поединка, проведённого в США, затем долго не выходил на ринг и вновь заявил о себе лишь в 1999 году, завоевав вакантные титулы чемпиона Африки и чемпиона Африканского боксёрского союза в лёгкой весовой категории.
Впоследствии оставался действующим профессиональным боксёром вплоть до 2002 года, отметился боями с угандийцами Дэвисом Лусимбо (дважды) и Джастином Джуко.
Приходится двоюродным братом известному кенийскому боксёру Эвансу Ашире.